# Macandrewia rigida
Macandrewia rigida är en svampdjursart som beskrevs av Claude Lévi 1989. Macandrewia rigida ingår i släktet Macandrewia och familjen Macandrewiidae.
Artens utbredningsområde är havet kring Filippinerna. Inga underarter finns listade i Catalogue of Life.